# Carolina Panthers 1997
La stagione 1997 dei Carolina Panthers è stata la 3ª della franchigia nella National Football League. La squadra fece la sua prima apparizione nel Monday Night Football della sua storia, dove batté i Dallas Cowboys per 23–13.

## Scelte nel Draft 1997
| Giro | Scelta | Giocatore    | Ruolo         | College     |
| 1    | 27     | Rae Carruth  | Wide receiver | Colorado    |
| 2    | 56     | Mike Minter  | Free safety   | Nebraska    |
| 3    | 87     | Kinnon Tatum | Linebacker    | Notre Dame  |
| 4    | 122    | Tarek Saleh  | Linebacker    | Wisconsin   |
| 6    | 187    | Matt Finkes  | Defensive end | Ohio State  |
| 7    | 228    | Kris Mangum  | Tight end     | Mississippi |

## Calendario
| Turno | Data               | Avversario             | Risultato          | Risultato          | Stadio                       | Pubblico           |
| Turno | Data               | Avversario             | Punteggio          | Record             | Stadio                       | Pubblico           |
| ----- | ------------------ | ---------------------- | ------------------ | ------------------ | ---------------------------- | ------------------ |
| 1     | 31/8               | Washington Redskins    | S 10–24            | 0–1                | Ericsson Stadium             | 72,633             |
| 2     | 7/9                | at Atlanta Falcons     | V 9–6              | 1–1                | Georgia Dome                 | 51,829             |
| 3     | 14/9               | at San Diego Chargers  | V 26–7             | 2–1                | Qualcomm Stadium             | 63,149             |
| 4     | 21/9               | Kansas City Chiefs     | V 14–35            | 2–2                | Ericsson Stadium             | 67,402             |
| 5     | 29/9               | San Francisco 49ers    | S 21–34            | 2–3                | Ericsson Stadium             | 70,972             |
| 6     | Settimana di pausa | Settimana di pausa     | Settimana di pausa | Settimana di pausa | Settimana di pausa           | Settimana di pausa |
| 7     | 12/10              | at Minnesota Vikings   | S 14–21            | 2–4                | Hubert H. Humphrey Metrodome | 62,625             |
| 8     | 19/10              | at New Orleans Saints  | V 13–0             | 3–4                | Louisiana Superdome          | 50,963             |
| 9     | 26/10              | Atlanta Falcons        | V 21–12            | 4–4                | Ericsson Stadium             | 54,675             |
| 10    | 2/11               | Oakland Raiders        | V 38–14            | 5–4                | Ericsson Stadium             | 71,064             |
| 11    | 9/11               | at Denver Broncos      | S 0–34             | 5–5                | Mile High Stadium            | 71,408             |
| 12    | 16/11              | at San Francisco 49ers | S 19–27            | 5–6                | 3Com Park                    | 61,500             |
| 13    | 23/11              | at St. Louis Rams      | V 16–10            | 6–6                | Trans World Dome             | 64,609             |
| 14    | 30/11              | New Orleans Saints     | S 13–16            | 6–7                | Ericsson Stadium             | 57,957             |
| 15    | 8/12               | at Dallas Cowboys      | V 23–13            | 7–7                | Texas Stadium                | 63,251             |
| 16    | 14/12              | Green Bay Packers      | S 10–31            | 7–8                | Stadium                      | 70,887             |
| 17    | 20/12              | St. Louis Rams         | S 18–30            | 7–9                | Ericsson Stadium             | 58,101             |